# Berberis aetnensis
Berberis aetnensis är en berberisväxtart som beskrevs av Karel Presl. Berberis aetnensis ingår i släktet berberisar, och familjen berberisväxter. Inga underarter finns listade i Catalogue of Life.

## Bildgalleri

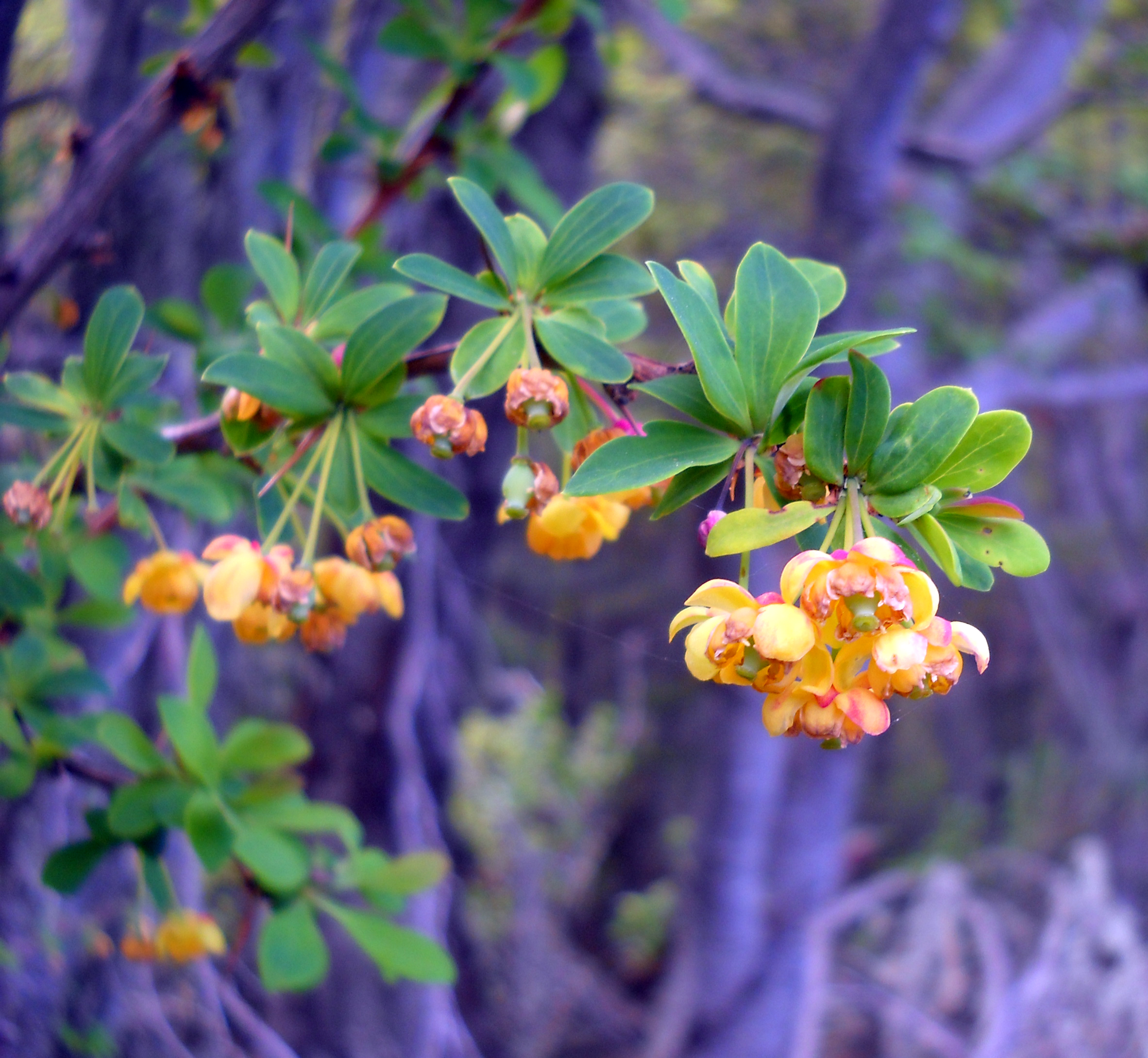
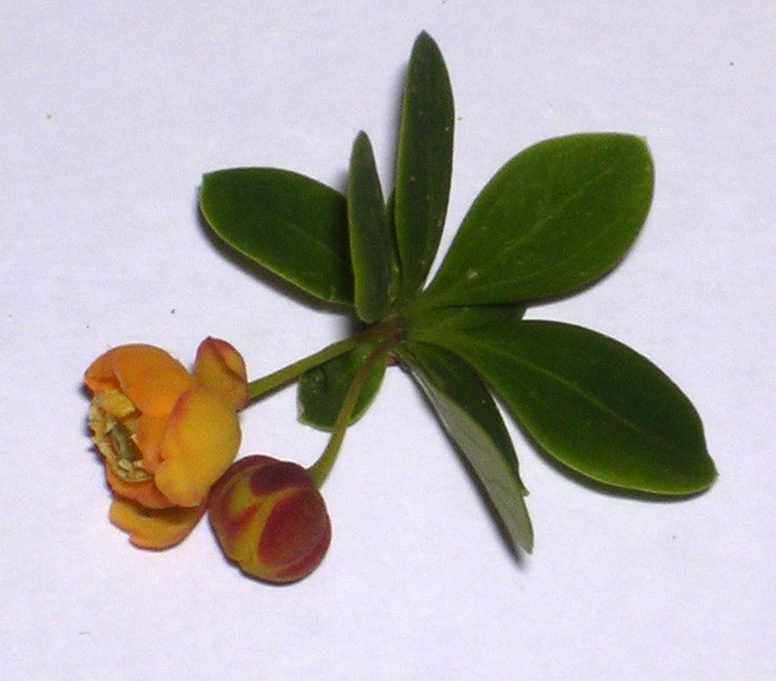
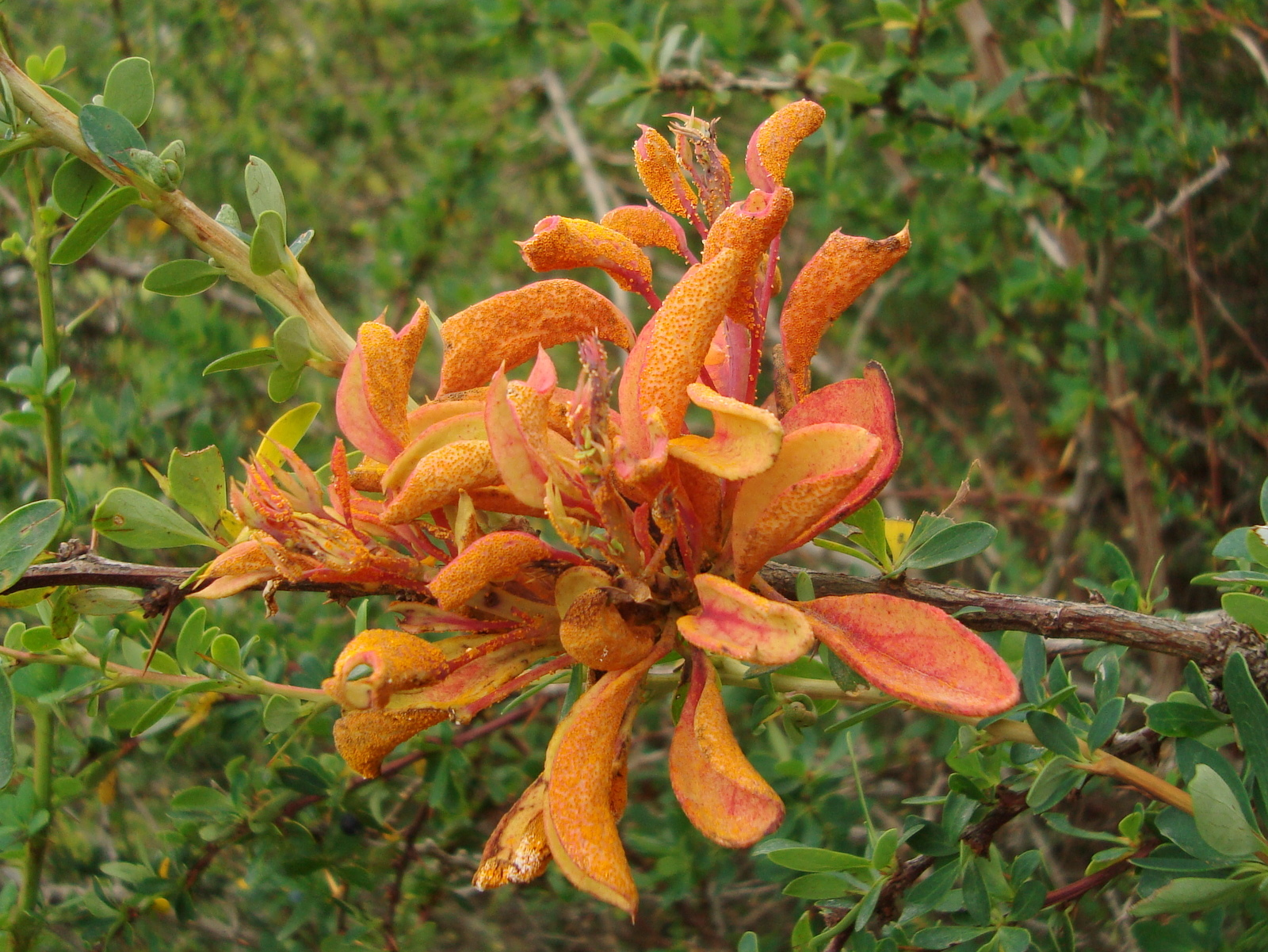
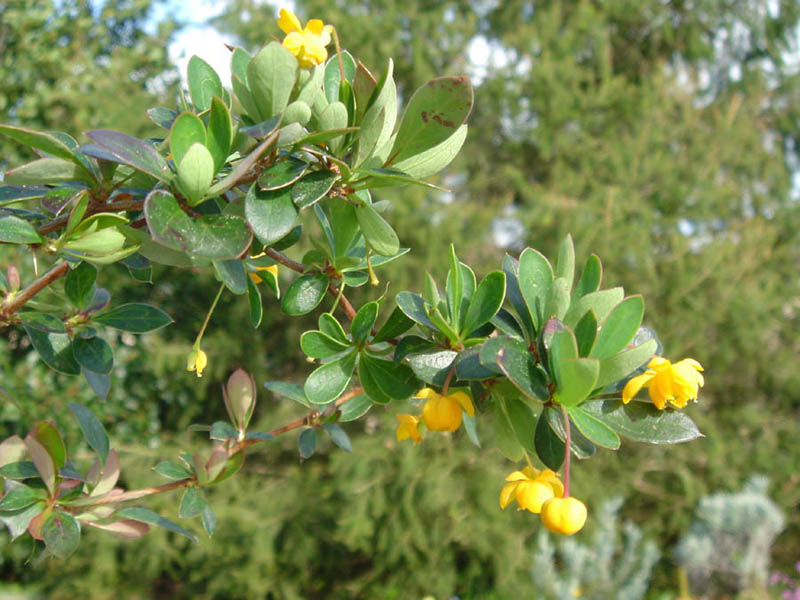